# Цнаймская битва
Цнаймская битва (нем. Schlacht bei Znaim) произошла 10—11 июля 1809 года между французской и австрийской армиями. Она стала последним сражением войны Пятой коалиции и закончилась подписанием Цнаймского перемирия.
После поражения в битве при Ваграме эрцгерцог Карл отступил на север, в Богемию, в надежде перегруппировать свои разбитые силы. Французская армия также пострадала в бою и не начала немедленного преследования. Но через два дня после битвы Наполеон приказал своим войскам двигаться на север, намереваясь раз и навсегда разбить австрийцев. В конце концов 10 июля 1809 года французы догнали австрийцев в Цнайме (ныне Зноймо, Чешская Республика). Понимая, что они не в состоянии дать новое сражение, австрийцы предложили прекращение огня, поскольку эрцгерцог Карл отправился, чтобы начать мирные переговоры с Наполеоном. Однако генерал Огюст де Мармон отказался пойти на перемирие и начал сражение со своим корпусом численностью около 10 000 человек. 
Мармон надеялся обойти своей кавалерией австрийский арьергард, но, достигнув высоты над Тесвицем, она столкнулась с пятью вражескими корпусами. Французская кавалерия была вынуждена отступить перед большим отрядом австрийских кирасиров. Деревня Тесвиц в течение дня переходила из рук в руки несколько раз. Французам удалось за ночь удержаться в Тесвице и Цукерхандле. Эрцгерцог Карл отвел свои силы на сильную оборонительную позицию, расположенную так, чтобы удерживать северный берег Тайи и Цнайм. 
На следующий день, 11 июля, к французам прибыло подкрепление маршала Массены с большим количеством артиллерии. Около 10 часов утра на поле боя прибыл Наполеон, который приказали Мармону атаковать тремя колоннами, чтобы помочь Массене на левом берегу реки выстроиться в боевой порядок. В середине утра Массена начал атаку с крайнего правого края австрийских позиций и быстро захватил главный мост через Тайю к югу от Цнайма. Отбросив часть австрийской армии, Массена достиг Добшице и Сухордлы, пригородов Цнайма, за которые также начались ожесточенные бои. Тем временем Карл укрепил австрийские позиции двумя гренадерскими бригадами, которые во время грозы продвинулись вперед и отбросили французов. К 14:00 стало ясно, что атака колонн не увенчалась успехом.
Генерал Гюйо писал в своём дневнике: "Цнайм, городок Моравии, покрытый виноградниками. Австрийцы находятся в городе и на высотах, которые его окружают; у них есть около 80 000 человек, те кто остались из большой армии. Вчера, генерал Мармон с 15 000 людьми захватил очень неплохие позиции. В этот вечер вся наша армия линейно размещается на удачных позициях; завтра, вероятно, будет сражение".
Однако прежде чем это смогло произойти, эрцгерцог Карл запросил перемирия. Наполеон согласился, полагая, что его армия слишком слаба, чтобы вести генеральное сражение. Примерно в 19:00 французские и австрийские штабные офицеры проехали по противоположным линиям фронта и объявили о прекращении огня и подписании перемирия. 
Перемирие вступило в силу 12 июля 1809 года. Ключевым моментом было установление демаркационной линии от Богемии до Фиуме. Это разграничило сферы влияния Франции и Австрии. Кроме того, австрийцам пришлось эвакуировать Тироль и уступить Франции крепости Грац и Брно.